# Mount-Clunie-Nationalpark
Der Mount-Clunie-Nationalpark ist ein Nationalpark im äußersten Nordosten des australischen Bundesstaates New South Wales, 631 Kilometer nördlich von Sydney und rund 50 Kilometer östlich von Warwick (Queensland) bei Dalman am Mount Lindesay Highway.
Im Park um den Mount Clunie finden sich Gondwana-Regenwälder, die seit 1986 zum Weltnaturerbe zählen und 2007 in die australische Liste der Naturdenkmäler aufgenommen wurden.